# Вознесенка (Бірський район)
Вознесе́нка (рос. Вознесенка, башк. Вознесенка) — присілок у складі Бірського району Башкортостану, Росія. Входить до складу Кусекеєвської сільської ради.
Населення — 3 особи (2010; 16 у 2002).
Національний склад:
- росіяни — 62 %
- татари — 38 %